# Figurina unei zeități din Rarotonga
Figurina unei zeități din Rarotonga (în engleză: Deity Figure from Rarotonga) este o sculptură de lemn importantă a unui zeu masculin din insula Rarotonga ce aparține de Insulele Cook din Oceanul Pacific. Figurina le-a fost dată misionarilor englezi la începutul secolului al XIX-lea datorită convertirii în masă a populației locale la creștinism și a fost adusă în British Museum în 1911.

## Proveniență
Figurina de lemn a fost făcută pe insula Rarotonga la sfârștul secolului secolului al XVIII-lea sau la începutul celui de al XIX-lea. După prima observație a căpitanului englez James Cook din 1773, europenii au început să viziteze Insulele Cook la începutul secolului al XIX-lea ca parte a teritoriilor colonizate din Oceanul Pacific. Asta a mers mână-în-mână cu convertirea în masă a populației la creștinism. La vremea aceea misionarii britanici erau foarte activi în zonă, iar figurina asta a fost probabil donată Societății Londoneze Misionare după 1827 atunci când ei au avut o misiune în Rarotonga. Statuia a fost donată în 1911 British Museumului.

## Descriere
Figurina este sculptată în lemn de casuarina equisetifolia. Pe pieptul ei sunt sculptate 3 mici figurine. Numele zeului înfățișat rămâne necunoscut.